# Yes We Have No Mañanas (So Get Your Mañanas Today)
Yes We Have No Mañanas (So Get Your Mañanas Today) je sedmé sólové studiové album anglického hudebníka Kevina Ayerse. Vydalo jej v červnu roku 1976 Harvest Records (toto vydavatelství vydávalo jeho alba již v minulosti, avšak na předešlé dvě desky odešel ke společnosti Island Records). Producentem alba byl Muff Winwood a hráli na něm například Zoot Money, B. J. Cole a Ollie Halsall.

## Seznam skladeb
| Pořadí | Název                       | Autor                                   | Délka |
| ------ | --------------------------- | --------------------------------------- | ----- |
| 1.     | Star                        | Kevin Ayers                             | 4:18  |
| 2.     | Mr. Cool                    | Ayers                                   | 3:00  |
| 3.     | The Owl                     | Ayers                                   | 3:14  |
| 4.     | Love's Gonna Turn You Round | Ayers                                   | 4:52  |
| 5.     | Falling in Love Again       | Reginald Connelly, Friedrich Hollaender | 2:35  |
| 6.     | Help Me                     | Ayers                                   | 2:40  |
| 7.     | Ballad of Mr. Snake         | Ayers                                   | 2:02  |
| 8.     | Everyone Knows the Song     | Ayers                                   | 2:33  |
| 9.     | Yes I Do                    | Ayers                                   | 3:08  |
| 10.    | Blue                        | Ayers                                   | 6:26  |

## Obsazení
- Kevin Ayers – zpěv, kytara
- Billy Livsey – klávesy
- Charlie McCracken – baskytara
- Ollie Halsall – kytara
- Rob Townsend – bicí, perkuse
- Roger Saunders – kytara
- Mickey Feat – baskytara
- B. J. Cole – steel kytara
- Tony Newman – bicí
- Roger Pope – bicí
- Rick Wills – baskytara
- Zoot Money – klávesy
- Andy Roberts – kytara
- Nick Rowley – klávesy
- Pip Williams – aranžmá
- David Bedford – aranžmá